# Epulaega derkoma
Epulaega derkoma är en kräftdjursart som beskrevs av Bruce 2009. Epulaega derkoma ingår i släktet Epulaega och familjen Aegidae. Inga underarter finns listade i Catalogue of Life.